# Europese kampioenschappen kunstschaatsen 1991
De Europese Kampioenschappen kunstschaatsen zijn wedstrijden die samen een jaarlijks terugkerend evenement vormen, georganiseerd door de Internationale Schaatsunie (ISU).
De kampioenschappen van 1991 vonden plaats van 22 tot en met 27 januari in Sofia. Het was de eerste keer dat de EK kampioenschappen in deze stad en in Bulgarije plaatsvonden.
Voor de mannen was het de 83e editie, voor de vrouwen en paren was het de 55e editie en voor de ijsdansers de 38e editie.
Tot en met 1990 hadden tien Bulgaren aan de kampioenschappen bij de mannen, de vrouwen en het ijsdansen deelgenomen. Margarita Dimitrova was in 1979 de eerste vrouw. In 1980 volgde Boiko Alexiev in het mannentoernooi en met nog vijf deelnames in 1981, 1982, 1986, 1987 en 1989 is hij de Bulgaarse recorddeelnemer. Als tweede vrouw nam Tzvetanka Stefanova deel (1981, 1982). In 1983 volgde het eerste ijsdanspaar, Christina Boianova / Yavor Ivanov, zij namen ook in 1984, 1986 en 1987 deel. Als derde vrouw nam Petia Gavazova in 1986 en 1987 deel. In 1988 en 1989 was Asia Alexieva de vierde vrouw. In 1990 was Alexander Mladenov de tweede mannelijke deelnemer, was Milena Marinovish de vijfde vrouw en het koppel Petia Gavazova / Nikolai Tonev het tweede ijsdanspaar.
Dit jaar waren Nikolai Tonev solo, Milena Marinovish en het debuterende ijsdanspaar Maria Hadjiiska / Hristo Nikolov de Bulgaarse deelnemers.

## Historie
De Duitse en Oostenrijkse schaatsbond, verenigd in de "Deutscher und Österreichischer Eislaufverband", organiseerden zowel het eerste EK Schaatsen voor mannen als het eerste EK Kunstschaatsen voor mannen in 1891 in Hamburg, in toen nog het Duitse Keizerrijk, nog voor het ISU in 1892 werd opgericht. De internationale schaatsbond nam in 1892 de organisatie van het EK kunstschaatsen over. In 1895 werd besloten voortaan het WK kunstschaatsen te organiseren en kwam het EK te vervallen. In 1898, na twee jaar onderbreking, vond toch weer een herstart plaats van het EK kunstschaatsen.
De vrouwen en paren zouden vanaf 1930 jaarlijks om de Europese titel strijden. De ijsdansers streden vanaf 1954 om de Europese titel in het kunstschaatsen.

## Deelname
Er namen deelnemers uit 21 landen deel, een evenaring van het recordaantal van 1990, aan deze kampioenschappen. Zij vulden het aantal van 80 startplaatsen in de vier disciplines in.
Voor België nam Alexandre Geers voor de tweede keer deel in het mannentoernooi en Sandrine Goes voor de derde keer deel in het vrouwentoernooi. Voor Nederland debuteerde Marion Krijgsman in het vrouwentoernooi en het paar Joanne van Leeuwen / Eerde van Leeuwen nam voor de tweede keer deel bij het ijsdansen.
(Tussen haakjes het totaal aantal startplaatsen over de disciplines.)
| Sovjet-Unie (12) Duitsland (11) Frankrijk (7) Verenigd Koninkrijk (5) Tsjecho-Slowakije (5) Finland (4) | Hongarije (4) Italië (4) Zweden (4) Zwitserland (4) Bulgarije (3) | België (2) Denemarken (2) Joegoslavië (2) Nederland (2) Noorwegen (2) | Polen (2) Roemenië (2) Luxemburg (1) Oostenrijk (1) Spanje (1) |

## Medaille verdeling
Bij de mannen was het erepodium bij het EK kunstschaatsen voor de achtste keer een kopie van het jaar ervoor, in 1933, 1956,1967, 1968, 1978, 1979 en 1988 gebeurde dit eerder. Viktor Petrenko prolongeerde zijn Europese titel. Het was zijn vierde medaille, in 1987 en 1988 werd hij derde. De nummer twee, Petr Barna, veroverde zijn derde medaille, in 1989 werd hij derde. Viacheslav Zagorodniuk op plaats drie stond voor de tweede keer op het erepodium.
Bij de vrouwen werd Surya Bonaly de 26e Europees kampioene en de eerste Europees kampioene kunstschaatsen uit Frankrijk die deze titel veroverde. Het was de elfde Franse Europese titel, acht werden er door twee mannen veroverd (Alain Giletti, 5× en Alain Calmat, 3x), bij het paarrijden veroverden Andrée Brunet / Pierre Brunet een titel het en bij het ijsdansen het koppel Christiane Guhel / Jean Paul Guhel. De Europees kampioene van 1990, Evelyn Grossmann, werd tweede, het was ook haar tweede medaille. Voor Marina Kielmann op plaats drie was het haar tweede medaille, in 1990 werd ze ook derde.
Voor de achtste keer stond er bij het paarrijden drie duo uit één natie op het erepodium. Voor de achtste keer, na 1969, 1971, 1977, 1980, 1985, 1986 en 1990, waren dit ook paren uit de Sovjet-Unie. Natalia Mishkutenok / Artur Dmitriev veroverden als 23e paar en het negende Sovjet paar de Europese titel. Het was hun derde medaille, in 1989 en 1990 werden ze derde. De debuterende paren Elena Bechke / Denis Petrov en Evgenia Shishkova / Vadim Naumov stonden op de plaatsen twee en drie.
Bij het ijsdansen stonden dezelfde drie paren als in 1990 in een gewijzigde opstelling op het erepodium. Marina Klimova / Sergei Ponomarenko prolongeerden de Europese titel. Het was hun zevende medaille, van 1985-1987 werden ze tweede en in 1984 derde. Het Franse paar Isabelle Duchesnay / Paul Duchesnay op plaats twee stond voor de derde keer op het erepodium, in 1988 en 1990 werden ze derde. Het paar Maya Usova / Alexander Zhulin op plaats drie, stonden ook voor de derde keer op het erepodium, in 1989 en 1990 werden ze tweede.
| Discipline | Goud                                 | Zilver                              | Brons                            |
| ---------- | ------------------------------------ | ----------------------------------- | -------------------------------- |
| Mannen     | Viktor Petrenko                      | Petr Barna                          | Viacheslav Zagorodniuk           |
| Vrouwen    | Surya Bonaly                         | Evelyn Grossmann                    | Marina Kielmann                  |
| Paren      | Natalia Mishkutenok / Artur Dmitriev | Elena Bechke / Denis Petrov         | Evgenia Shishkova / Vadim Naumov |
| IJsdansen  | Marina Klimova / Sergei Ponomarenko  | Isabelle Duchesnay / Paul Duchesnay | Maya Usova / Alexander Zhulin    |

## Uitslagen
| #                      | naam (deelname)            | land                             | pc |
| ---------------------- | -------------------------- | -------------------------------- | -- |
| Goud                   | Viktor Petrenko (6)        | Vlag van Sovjet-Unie             |    |
| Zilver                 | Petr Barna (9)             | Vlag van Tsjechië                |    |
| Brons                  | Viacheslav Zagorodniuk (3) | Vlag van Sovjet-Unie             |    |
| 4                      | Eric Millot (3)            | Vlag van Frankrijk               |    |
| 5                      | Philippe Candeloro (2)     | Vlag van Frankrijk               |    |
| 6                      | Alexei Urmanov             | Vlag van Sovjet-Unie             |    |
| 7                      | Mirko Eichorn              | Vlag van Duitsland               |    |
| 8                      | Steven Cousins (2)         | Vlag van Verenigd Koninkrijk     |    |
| 9                      | Oliver Honer (8)           | Vlag van Zwitserland             |    |
| 10                     | Daniel Weiss (3)           | Vlag van Duitsland               |    |
| 11                     | Ronny Winkler (3)          | Vlag van Duitsland               |    |
| 12                     | Oula Jaaskelainen (7)      | Vlag van Finland                 |    |
| 13                     | Alessandro Riccitelli (7)  | Vlag van Italië                  |    |
| 14                     | Cornel Gheorge (3)         | Vlag van Roemenië                |    |
| 15                     | Henrik Walentin (3)        | Vlag van Denemarken              |    |
| 16                     | Jan Erik Digernes (3)      | Vlag van Noorwegen               |    |
| 17                     | Tomislav Cizmesija (6)     | Vlag van Joegoslavië (1943-1992) |    |
| 18                     | Niclas Karlsson            | Vlag van Zweden                  |    |
| 19                     | Nikolai Tonev (2)          | Vlag van Bulgarije               |    |
| 20                     | Maarten van Mechelen       | Vlag van Luxemburg               |    |
| Vrije kür niet bereikt |                            |                                  |    |
| 21                     | Emanuele Ancorini (2)      | Vlag van Zweden                  |    |
| 22                     | Alexandre Geers (2)        | Vlag van België                  |    |
| 23                     | Ralph Burghart (6)         | Vlag van Oostenrijk              |    |

| #                      | naam (deelname)        | land                             | pc     |
| ---------------------- | ---------------------- | -------------------------------- | ------ |
| Goud                   | Surya Bonaly (3)       | Vlag van Frankrijk               |        |
| Zilver                 | Evelyn Grossman (3)    | Vlag van Duitsland               |        |
| Brons                  | Marina Kielmann (3)    | Vlag van Duitsland               |        |
| 4                      | Joanne Conway (4)      | Vlag van Verenigd Koninkrijk     |        |
| 5                      | Patricia Neske (4)     | Vlag van Duitsland               |        |
| 6                      | Lenka Kulovana (2)     | Vlag van Tsjechië                |        |
| 7                      | Joelija Vorobjova      | Vlag van Sovjet-Unie             |        |
| 8                      | Natalia Gorbenko (3)   | Vlag van Sovjet-Unie             |        |
| 9                      | Simone Lang (2)        | Vlag van Duitsland               |        |
| 10                     | Laetitia Hubert (2)    | Vlag van Frankrijk               |        |
| 11                     | Larisa Zamotina (2)    | Vlag van Sovjet-Unie             |        |
| 12                     | Sabine Contini (2)     | Vlag van Italië                  |        |
| 13                     | Anisette Torp-Lind (3) | Vlag van Denemarken              |        |
| 14                     | Helene Persson (4)     | Vlag van Zweden                  |        |
| 15                     | Nathalie Krieg         | Vlag van Zwitserland             |        |
| 16                     | Zuzanna Szwed          | Vlag van Polen                   |        |
| 17                     | Marion Krijgsman       | Vlag van Nederland               |        |
| 18                     | Zeljka Cismesija (6)   | Vlag van Joegoslavië (1943-1992) |        |
| 19                     | Anita Markoczy         | Vlag van Hongarije               |        |
| -                      | Tamara Teglassy (8)    | Vlag van Hongarije               | t.z.t. |
| Vrije kür niet bereikt |                        |                                  |        |
| 20                     | Codruta Moiseanu       | Vlag van Roemenië                |        |
| 21                     | Milena Marinovish (2)  | Vlag van Bulgarije               |        |
| 22                     | Kaisa Kella            | Vlag van Finland                 |        |
| 23                     | Anita Thorenfeldt (6)  | Vlag van Noorwegen               |        |
| 24                     | Marta Andrade          | Vlag van Spanje                  |        |
| 25                     | Sandrine Goes (3)      | Vlag van België                  |        |

| #      | naam (deelname)                              | land                         | pc |
| ------ | -------------------------------------------- | ---------------------------- | -- |
| Goud   | Natalia Mishkutenok (4) Artur Dmitriev (4)   | Vlag van Sovjet-Unie         |    |
| Zilver | Elena Bechke (2) Denis Petrov                | Vlag van Sovjet-Unie         |    |
| Brons  | Evgenia Shishkova Vadim Naumov               | Vlag van Sovjet-Unie         |    |
| 4      | Radka Kavarikova (2) Rene Novotny (7)        | Vlag van Tsjechië            |    |
| 5      | Mandy Wötzel (3) Axel Rauschenbach (3)       | Vlag van Duitsland           |    |
| 6      | Anuschka Glaser (4) Stefan Pfengle (5)       | Vlag van Duitsland           |    |
| 7      | Ines Müller (2) Ingo Steuer (4)              | Vlag van Duitsland           |    |
| 8      | Cheryl Peake (6) Andrew Naylor (6)           | Vlag van Verenigd Koninkrijk |    |
| 9      | Katarzyna Glowacka (2) Krzysztof Korcarz (2) | Vlag van Polen               |    |
| 10     | Saskia Bourgeois (2) Guy Bourgeois (2)       | Vlag van Zwitserland         |    |
| 11     | Catherine Barker (2) Michael Aldred (2)      | Vlag van Verenigd Koninkrijk |    |
| 12     | Anna Tabacchi Massimo Salvade (2)            | Vlag van Italië              |    |

| #      | naam (deelname)                               | land                         | pc |
| ------ | --------------------------------------------- | ---------------------------- | -- |
| Goud   | Marina Klimova (8) Sergei Ponomarenko (8)     | Vlag van Sovjet-Unie         |    |
| Zilver | Isabelle Duchesnay (5) Paul Duchesnay (5)     | Vlag van Frankrijk           |    |
| Brons  | Maya Usova (4) Alexander Zhulin (4)           | Vlag van Sovjet-Unie         |    |
| 4      | Klara Engi (8) Attila Toth (8)                | Vlag van Hongarije           |    |
| 5      | Oksana Gritshuk (2) Jevgeni Platov (2)        | Vlag van Sovjet-Unie         |    |
| 6      | Stefania Calegari (5) Pasquale Camerlengo (5) | Vlag van Italië              |    |
| 7      | Dominque Yvon (3) Frederic Palluel (3)        | Vlag van Frankrijk           |    |
| 8      | Susanna Rahkamo (6) Petri Kokko (6)           | Vlag van Finland             |    |
| 9      | Sophie Moniotte (2) Pascal Lavachy (2)        | Vlag van Frankrijk           |    |
| 10     | Katerina Mrazova Martin Simecek (4)           | Vlag van Tsjechië            |    |
| 11     | Jennifer Gooldbe Hendryk Schamberger (5)      | Vlag van Duitsland           |    |
| 12     | Monika Mandikova (2) Oliver Pekar (2)         | Vlag van Tsjechië            |    |
| 13     | Saskia Stahler (2) Sven Authorsen (2)         | Vlag van Duitsland           |    |
| 14     | Regina Woodward Csaba Szentpetery (2)         | Vlag van Hongarije           |    |
| 15     | Diane Gerencser (3) Bernard Columberg (3)     | Vlag van Zwitserland         |    |
| 16     | Ann Hall (2) Jason Blomfield (2)              | Vlag van Verenigd Koninkrijk |    |
| 17     | Kati Uski Juha Sasi                           | Vlag van Finland             |    |
| 18     | Joanne van Leeuwen (2) Eerde van Leeuwen (2)  | Vlag van Nederland           |    |
| -      | Maria Hadjiiska Hristo Nikolov                | Vlag van Bulgarije           |    |

Medaillewinnaars

Mannen · 
Vrouwen ·
Paren · 
IJsdansen

Toernooi

1891 · 
1892 · 
1893 · 
1894 · 
1895 · 
1896-1897 · 
1898 · 
1899 · 
1900 · 
1901 · 
1902-1903 · 
1904 · 
1905 · 
1906 · 
1907 · 
1908 · 
1909 · 
1910 · 
1911 · 
1912 · 
1913 · 
1914 · 
1915-1921 · 
1922 · 
1923 · 
1924 · 
1925 · 
1926 · 
1927 · 
1928 · 
1929 · 
1930 · 
1931 · 
1932 · 
1933 · 
1934 · 
1935 · 
1936 · 
1937 · 
1938 · 
1939 ·
1940-1946 · 
1947 · 
1948 · 
1949 · 
1950 · 
1951 · 
1952 · 
1953 · 
1954 · 
1955 · 
1956 · 
1957 · 
1958 · 
1959 · 
1960 · 
1961 · 
1962 · 
1963 · 
1964 · 
1965 · 
1966 · 
1967 · 
1968 · 
1969 · 
1970 · 
1971 · 
1972 · 
1973 · 
1974 · 
1975 · 
1976 · 
1977 · 
1978 · 
1979 · 
1980 · 
1981 · 
1982 · 
1983 · 
1984 · 
1985 · 
1986 · 
1987 · 
1988 · 
1989 · 
1990 · 
1991 · 
1992 · 
1993 · 
1994 · 
1995 ·
1996 · 
1997 · 
1998 · 
1999 · 
2000 · 
2001 · 
2002 · 
2003 · 
2004 · 
2005 · 
2006 ·
2007 ·
2008 ·
2009 ·
2010 ·
2011 ·
2012 ·
2013 ·
2014 ·
2015 ·
2016 ·
2017 ·
2018 ·
2019 ·
2020 ·
2021 · 
2022 · 
2023 · 
2024 · 
2025

WK kunstschaatsen ·
WK kunstschaatsen junioren ·
Viercontinentenkampioenschap ·
Olympische Spelen